# Peter Early
Peter Early, född 20 juni 1773 i Virginia, död 15 augusti 1817 i Greene County i Georgia, var en amerikansk politiker (demokrat-republikan). Han var ledamot av USA:s representanthus 1803–1807 och Georgias guvernör 1813–1815.
Early utexaminerades 1792 från College of New Jersey, studerade sedan juridik och inledde 1796 sin karriär som advokat i Georgia. I januari 1803 tillträdde han som kongressledamot efter att ha vunnit ett fyllnadsval.
Som kongressledamot var Early en av representanthusets åklagare i riksrättsprocesserna mot domarna John Pickering och Samuel Chase. Efter tiden i representanthuset tjänstgjorde Early som domare i Georgia 1807–1813.
Early efterträdde 1813 David Brydie Mitchell som Georgias guvernör och efterträddes 1815 av företrädaren Mitchell. Early avled 1817 och gravsattes på en familjekyrkogård. Gravplatsen flyttades 1914 till City Cemetery i Greensboro. Early County har fått sitt namn efter Peter Early.